# Ponaryo Astaman
Ponaryo Astaman, född 25 september 1979 i Balikpapan, är en indonesisk före detta fotbollsspelare.
Han har spelat 61 landskamper och gjort två mål för Indonesiens landslag, och deltagit i Asiatiska mästerskapet 2004 och 2007.

## Meriter
Sriwijaya
- Indonesiska ligan: 2012
- Indonesiska cupen: 2010
- Indonesiska supercupen: 2010